# Burak Yılmaz
Burak Yılmaz (* 15. července 1985 Antalya) je bývalý turecký profesionální fotbalista, který naposledy hrál na pozici útočníka za nizozemský klub Fortuna Sittard. Mezi lety 2006 a 2022 odehrál také 77 utkání v dresu turecké reprezentace, ve kterých vstřelil 31 branek. Od roku 2019 byl reprezentačním kapitánem.

## Klubová kariéra
Oblékal dres všech tří slavných istanbulských klubů: Beşiktaşe, Fenerbahçe i Galatasaraye.
Dvakrát se stal nejlepším střelcem turecké Süper Lig, v sezóně 2011/12 nastřílel v dresu Trabzonsporu 33 gólů a v sezóně 2012/13 dal v dresu Galatasaraye 24 gólů. V sezóně 2020/21 přispěl při svém prvním zahraničním angažmá ve dresu Lille k zisku francouzského mistrovského titulu v Ligue 1 a následně i k zisku francouzského superpoháru.
Po skončení sezóny 2022/23 oznámil konec hráčské kariéry a stal se trenérem tureckého klubu Besiktas.

## Reprezentační kariéra
Burak Yılmaz nastupoval za turecké mládežnické výběry od kategorie do 17 let.
V A-týmu Turecka debutoval 12. 4. 2006 v přátelském utkání v Baku s domácím týmem Ázerbájdžánu (remíza 1:1).
V roce 2022 oznámil konec reprezentační kariéry

## Úspěchy

### Klubové
Beşiktaş
- 1× vítěz tureckého poháru Türkiye Kupası – 2006/07[4]

Trabzonspor
- 1× vítěz tureckého poháru Türkiye Kupası – 2009/10[4]
- 1× vítěz tureckého superpoháru TFF Süper Kupa – 2010[4]

Galatasaray
- 2× vítěz Süper Lig – 2012/13, 2014/15[4]
- 3× vítěz tureckého poháru Türkiye Kupası – 2013/14, 2014/15, 2015/16[4]
- 3× vítěz tureckého superpoháru TFF Süper Kupa – 2012, 2013, 2015[4]

Lille
- 1× vítěz Ligue 1 – 2020/21[4]
- 1× vítěz Trophée des champions – 2021[4]

### Individuální
- Nejlepší střelec turecké Süper Lig (Gol Kralı) – 2011/12 (33 gólů), 2012/13 (24 gólů)[4]
- Hráč měsíce Ligue 1 podle UNFP – duben 2021[5]
- Nejlepší hráč sezóny klubu Lille – 2020/21[6]